# Fuerza Aérea Nigeriana
La Fuerza Aérea Nigeriana es la fuerza aérea de Nigeria. Fue fundada en 1964 como la fuerza de defensa del espacio aéreo de Nigeria y su territorio. Es una de las fuerzas aéreas de mayor tamaño de África Occidental, contando con un total de 10.000 soldados.

## Introducción
La Fuerza Aérea de Nigeria (NAF) es la fuerza aérea de las Fuerzas Armadas de Nigeria. Es una de las mayores fuerzas aéreas de África, tenía un personal de más de 18.000 hombres en 2021, y sus aviones que incluían 9 Chengdu J-7, 12 Dassault/Dornier Alpha Jet, tres Chengdu/PAC JF-17 Thunder Block II y 12 aviones Embraer EMB 314 Super Tucano, 24 Alenia Aermacchi M-346 Master, helicópteros armados, vehículos aéreos de combate no tripulados y aeronaves de transporte militar.

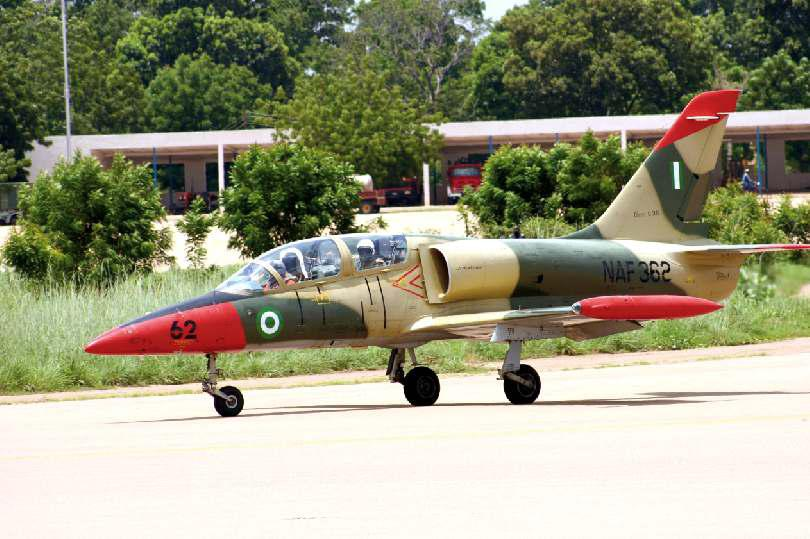
Aero L-39 Albatros.

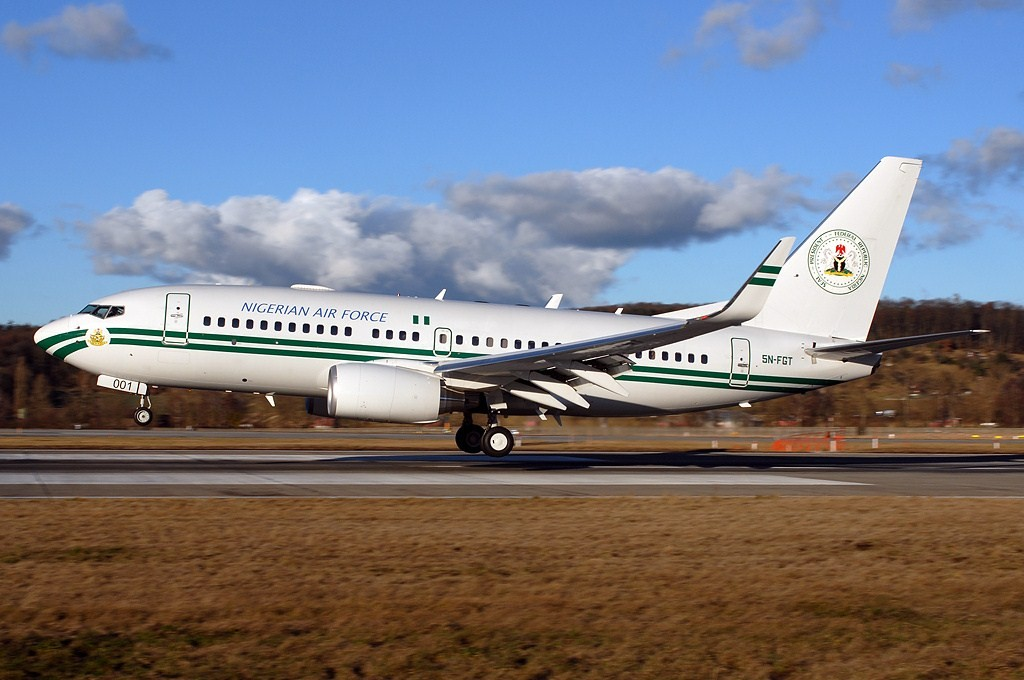
Boeing 737-7N6.

## Historia
Aunque originalmente se propuso una fuerza aérea en 1958, muchos legisladores prefirieron confiar en el Reino Unido para la defensa aérea.  Pero durante las operaciones de mantenimiento de la paz en el Congo y Tanganica, el ejército nigeriano, no tenía transporte aéreo propio, por lo que en 1962, el gobierno comenzó a reclutar a cadetes para el entrenamiento de pilotos en varios países extranjeros, y los primeros diez cursos fueron impartidos por la Fuerza Aérea Egipcia.

### Años 1960
La Fuerza Aérea de Nigeria se estableció formalmente el 18 de abril de 1964 con la aprobación de la Ley de la Fuerza Aérea de 1964 por parte de la Asamblea Nacional. 
La ley establecía que "la Fuerza Aérea de Nigeria FAN se encargaría de la defensa de la República Federal por aire, y para dar efecto, el personal deberá recibir capacitación en tales funciones tanto en el aire como en tierra." 
La FAN se formó con la asistencia técnica de la entonces Alemania Occidental (ahora República Federal de Alemania tras la reunificación de Alemania Occidental y Oriental). 
La fuerza aérea comenzó como una unidad de transporte con las primeras tripulaciones entrenadas en Canadá, Etiopía e India. 
El jefe del Grupo de Asistencia de la Fuerza Aérea Alemana (GAFAA) era el coronel Gerhard Kahtz, y se convirtió en el primer comandante de la FAN. 
El núcleo de la FAN fue establecido con la formación del cuartel general de la Fuerza Aérea de Nigeria en el Ministerio de Defensa.
La FAN no adquirió capacidad de combate hasta que la Unión Soviética presentó varios aviones Mikoyan-Gurevich MiG-17 en apoyo del esfuerzo bélico de Nigeria durante la guerra civil de Nigeria. 
El 13 de agosto de 1967, luego de varios ataques dañinos de aviones de Biafra, la URSS comenzó a entregar los primeros MiG-17 desde Egipto hasta la base aérea de la FAN en Kano, enviando simultáneamente un gran envío a bordo de un buque mercante polaco. Inicialmente, se suministraron a Nigeria dos MiG-15 y ocho MiG-17.  
Más tarde, seis bombarderos Ilyushin Il-28, inicialmente pilotados por pilotos egipcios y checos, fueron entregados desde Egipto y estacionados en Calabar y Port Harcourt.

### Años 1970
En julio de 1971, el Instituto Internacional de Estudios Estratégicos estimó que la FAN tenía 7.000 efectivos y 32 aviones de combate: Seis bombarderos medios Ilyushin Il-28, ocho MiG-17, ocho aviones de entrenamiento Aero L-29 Delfín y 10 aviones de entrenamiento Piaggio P.149, otros aviones incluyeron los siguientes aviones: Douglas C-47 Skytrain, 20 Dornier Do 27 y Dornier Do 28 y ocho helicópteros Westland Whirlwind y Aérospatiale Alouette II. Durante la década de 1970, Nigeria compró Lockheed C-130 Hercules de los Estados Unidos, seis fueron adquiridos a un costo total de $ 45 millones. 25 Mikoyan-Gurevich MiG-21MF y seis MiG-21UM se entregaron en 1975 con el advenimiento de la administración de Murtala Mohammed y Olusegun Obasanjo que reemplazó al régimen del general Yakubu Gowon. La mayoría de estos aviones se desplegaron, lo que convirtió a la FAN en una de las fuerzas aéreas más formidables de África durante este período. En 1978 se formaron dos comandos intermedios (formaciones militares): el Comando Aéreo Táctico y el Comando de Entrenamiento.

### Años 1980
Desde 1984, se entregaron y operaron desde la base aérea de Makurdi 18 cazas SEPECAT Jaguar (13 Jaguar SN y 5 Jaguar BN) que fueron retirados en 1991. Nigeria compró aviones de entrenamiento 24  Aero L-39 Albatros en 1986 y 1987, después de haber retirado su flota de L-29 que fueron donados a la Fuerza Aérea de la República de Ghana, al inicio de las operaciones del Grupo de Monitoreo de África Occidental (ECOMOG) en Liberia.

### Años 1990
El 26 de septiembre de 1992, un Lockheed C-130H Hercules de la Fuerza Aérea Nigeriana se estrelló tres minutos después del despegue de Lagos, Nigeria. Las 159 personas a bordo murieron, incluidos 8 extranjeros. La aeronave despegaba con gran peso y fallaron tres motores.

### Años 2000
En 2005, bajo la administración del presidente Olusegun Obasanjo, el Asamblea Nacional de Nigeria asignó 251 millones de dólares para comprar 15 aviones de combate Chengdu J-7 a China. El acuerdo incluía 12 J-7,  aviones de caza de un solo asiento, y 3 aviones de entrenamiento de dos asientos. El paquete de $ 251 millones incluía $ 220 millones para 15 aviones, más $ 32 millones para armamento; misiles aire-aire PL-9, cohetes no guiados y bombas de 250 y 500 kg. Los pilotos pioneros de la FAN en el avión se entrenaron en China en 2008, mientras que la entrega del avión comenzó en 2009. (Nigeria había considerado previamente un acuerdo de $ 160 millones para renovar su flota de MiG-21 por Aerostar, Elbit Systems, Israel Aerospace Industries y Mikoyán, sin embargo, se consideró más rentable optar por adquirir los F-7 que eran nuevos. Nigeria también provocó una modificación de su variante del F7, incluida la instalación de algunos equipos y aviónica occidental y la designación oficial como "F7-NI" para reflejar que esta variante es distinta del F-7 chino. Después de que el gobierno nigeriano hiciera efectiva esta adquisición, la flota de aviones MiG-21 permaneció en tierra. El Gobierno Federal de Nigeria, adquirió algunos aviones de patrulla marítima ATR 42 construidos por Airbus SE, Leonardo S.p.A. y Alenia Aeronautica, aumentando la capacidad del servicio aéreo para llevar a cabo extensas misiones de reconocimiento, vigilancia, localización de objetivos e inteligencia militar, en tierra y mar. A partir de septiembre de 2009, Nigeria comenzó a renovar algunos de sus aviones C-130, contando con el apoyo de la Fuerza Aérea de Estados Unidos desplegada en África, concretamente el ala 118 de transporte aéreo. A finales de la década de los años 2000, la FAN había mejorado las capacidadades operacionales de sus aeronaves de transporte militar.

### Años 2010
La FAN diseñó y construyó su primer VANT autóctono, el "Gulma", que fue presentado por el ex presidente Goodluck Jonathan en la base aérea de Kaduna, quien dijo que el "Gulma" sería útil para la creación de mapas e imágenes aéreas, el reconocimiento aéreo, las telecomunicaciones y la meteorología. Según él, el UAV se estaba convirtiendo rápidamente en una herramienta importante en la cobertura de noticias, el monitoreo ambiental y la exploración de petróleo y gas natural.
El 24 de marzo de 2011, el nuevo Oficial Aéreo al mando del Comando de Movilidad de la FAN, el Vicemariscal del Aire John Aprekuma, explicó la razón fundamental detrás del establecimiento de la sede del Comando de Movilidad de la Fuerza Aérea recientemente establecido en Yenagoa, en el estado de Bayelsa, como parte de la estrategia militar del gobierno federal nigeriano para proteger los intereses sociales y económicos de Nigeria en el Delta del Níger, afirmando que la presencia del cuartel general del comando traería seguridad y tranquilidad a la población nigeriana.
El 9 de diciembre de 2011, la Fuerza Aérea de Nigeria entrenó a su primera mujer piloto, Blessing Liman, siguiendo una directiva del alto mando de la FAN y del expresidente nigeriano Goodluck Jonathan, para que el servicio aéreo comenzara a ofrecer oportunidades de vuelo a ciudadanas nigerianas calificadas, ya que en Nigeria las mujeres habían pilotado anteriormente aviones civiles, pero hasta ese momento, no habían tenido la oportunidad de pilotar aviones de la FAN, la fuerza aérea nacional de Nigeria.
En marzo de 2014, el gobierno de Nigeria se acercó a la República islámica de Pakistán, para la compra de un avión de caza polivalente PAC JF-17 "Thunder", fabricado conjuntamente por China y Pakistán. 
El 25 de enero de 2015, apareció una foto en línea que parecía mostrar un UCAV CASC Rainbow CH-3 que se estrelló en las inmediaciones del pueblo de Dumge, en el distrito de Mafa, en el estado de Borno. Los dos misiles antitanque en las alas del CH-3 parecían estar intactos. Borno es el área donde gran parte de la violencia del grupo yihadista Boko Haram, incluida la masacre de 2.000 civiles, ocurrió en 2015. 
El ejército nigeriano estaba luchando para mantener la ciudad de Maiduguri tras un contraataque del grupo Boko Haram, por lo que parece probable que el dron CH-3 en cuestión volaba en misiones de reconocimiento y apoyo de fuego para los militares cuando se estrelló. El uso de drones armados por parte de las fuerzas nigerianas en combate convierte a Nigeria en un país con unas amplias capacidades de combate.
En diciembre de 2015, el gobierno del presidente Muhammadu Buhari presentó un presupuesto en la Asamblea Nacional de Nigeria, que incluía una partida presupuestaria, para tres aviones JF-17. 
El 28 de marzo de 2018, el periódico The Diplomat, informó que Pakistán había confirmado la venta de tres JF-17 a Nigeria. En marzo de 2020, el Jefe de Estado Mayor del Aire de la FAN anunció un programa de entrega de tres cazas JF-17 Thunder en noviembre de 2020. La administración de Buhari aumentó el número de cazas JF-17, a petición del Estado mayor de la FAN, nuevos aviones de combate fueron adquiridos. En diciembre de 2017, la FAN anunció formalmente que el gobierno de los Estados Unidos de América había acordado vender a Nigeria el avión de ataque a tierra y contrainsurgencia Embraer A-29 Super Tucano, aunque el acuerdo había estado estancado previamente. El éxito de esta transacción se atribuye a las persistentes habilidades diplomáticas y de negociación de la administración del presidente Buhari.
En noviembre de 2018, la corporación Sierra Nevada se adjudicó oficialmente el contrato de 12 aviones Embraer Super Tucano para la FAN con una fecha estimada de finalización en 2024.
El 28 de septiembre de 2018, se produjo una colisión aérea fatal que involucró a dos aviones F-7 durante un ejercicio de vuelo en formación en el que participaron un Aeritalia G.222 y tres Alpha Jets, mientras practicaban maniobras de vuelo y ensayaban para la celebración de la independencia nigeriana, en la capital del país Abuya. Cuando los jets F-7 giraron para reunirse de nuevo con el resto de la formación, sus alas chocaron contra los costados. Ambos aviones perdieron la estabilidad, debido a la colisión y ambos aviones entraron en pérdida y se estrellaron en el distrito de Katampe de la capital Abuya. Los tres pilotos de los jets fueron eyectados, dos pilotos aterrizaron solo con heridas leves, pero el tercer piloto del F-7 salió disparado y sufrió lesiones en la cabeza debido a problemas con el paracaídas cuando este se desplegó. El piloto murió más tarde, de camino al hospital, cuando los servicios de emergencia acudieron al lugar del accidente. La Fuerza Aérea de Nigeria fue notificada y respondió iniciando la búsqueda y posterior rescate de los tres pilotos accidentados.
El 2 de enero de 2019, un helicóptero de ataque Mi-35M del escuadrón de helicópteros de la Fuerza Aérea de Nigeria se estrelló en Damasak, estado de Borno, mientras brindaba apoyo aéreo cercano a las tropas del batallón 145 que luchaban contra los insurgentes yihadistas de Boko Haram, matando a la tripulación de la aeronave.
El 15 de octubre de 2019, la fuerza aérea incorporó a la primera mujer piloto de aviones de combate de la FAN, la teniente Kafayat Sanni, y la primera mujer piloto de helicópteros de combate, la teniente Tolulope Arotile. Ambas estaban entre los trece pilotos que también volaron ese mismo día.
El Mi-35 de la flota aérea de la FAN, es una variante del helicóptero armado Mil Mi-24, adquirido durante la administración del presidente Muhammadu Buhari, que también había pedido varios helicópteros Mil Mi-17 a la corporación Helicópteros de Rusia, propiedad del gigante ruso Rostec y algunos AgustaWestland AW109 de la empresa italiana Leonardo.

### Años 2020
En abril de 2020, Embraer informó de la finalización de la primera entrega de aviones Super Tucano de los 12 pedidos, con una entrega completa esperada en 2021.
El 31 de marzo de 2021, un Alpha Jet se estrelló cerca del estado de Borno, en el noreste de Nigeria, después de que realizara una misión de interdicción aérea, en una área controlada por el grupo Boko Haram.  Aproximadamente a las cinco de la tarde, se informó que el avión dejó de aparecer en el radar y al parecer se estrelló. Se informó de que los restos habían desaparecido, aunque 19 meses después las tropas del Ejército de Nigeria los encontraron.
El 18 de julio de 2021, mientras regresaba de una misión de interdicción aérea en la región noroeste de Nigeria a lo largo de los límites estatales de Kaduna-Zamfara, un Alpha Jet pilotado por el teniente Abayomi Dairo, fue derribado por bandidos armados en el estado de Zamfara. El teniente Dairo fue eyectado con éxito del avión, evadió la captura y se dirigió a una base cercana de las Fuerzas Armadas de Nigeria. Dairo llegó a la base con heridas leves y fue recibido como un héroe por los oficiales del Estado Mayor de las Fuerzas Armadas de Nigeria.
El 14 de julio de 2023, mientras realizaba un ejercicio de entrenamiento de rutina en Markudi, estado de Benue, un F-7 de Chengdu se estrelló a las 4:15 PM. Ambos pilotos salieron disparados del jet y fueron rescatados por el personal de la Fuerza Aérea asignado a la búsqueda y rescate.
El 14 de agosto de 2023, un helicóptero Mil Mi-17 de la FAN, que participaba en una misión de evacuación médica (MEDEVAC), se estrelló aproximadamente a la 1:00 PM. El punto de partida inicial del helicóptero fue la escuela primaria Zungeru, con su destino establecido en el estado de Kaduna. Sin embargo, más tarde se determinó que el helicóptero había sufrido un accidente en las proximidades de la aldea de Chukuba, situada dentro de la jurisdicción administrativa del área del gobierno local de Shiroro, en el estado de Níger, no se ha podido determinar con exactitud el número de pasajeros o tripulantes de la aeronave, el helicóptero militar nigeriano fue derribado mientras llevaba a cabo una misión de rescate, los testigos dicen que fue derribado por bandas de bandidos nigerianos. Las bandas de bandidos están formadas en su mayoría por antiguos pastores que han tomado las armas después de enfrentarse con las comunidades agrícolas durante varias décadas por el acceso limitado a la tierra fértil y el agua potable. Un residente de la aldea dijo que el ataque fue dirigido por uno de los líderes de una banda, conocido como Dogo Gide, quien ha evadido los ataques aéreos de los militares y las detenciones policiales durante varios años.

## Aeronaves
| Aeronave                                                            | Fotografía                      | Origen                          | Tipo                                                                                                   | En servicio                     | Notas |
| Aviones de caza e interceptores                                     | Aviones de caza e interceptores | Aviones de caza e interceptores | Aviones de caza e interceptores                                                                        | Aviones de caza e interceptores | Aviones de caza e interceptores |
| ------------------------------------------------------------------- | ------------------------------- | ------------------------------- | --- | ------------------------------- | --- |
| Chengdu J-7                                                         |                                 | China                           | Avión de caza interceptor                                                                              | 9                               | Fabricado por Chengdu Aircraft Industry Corporation. |
| Chengdu/PAC JF-17 Thunder                                           |                                 | China                           | Caza polivalente                                                                                       | 3                               | |
| Aviones de entrenamiento, ataque a tierra y contrainsurgencia       |                                 |                                 | |                                 | |
| Van's Aircraft RV-6A                                                |                                 | Estados Unidos                  | Avión de entrenamiento                                                                                 | 60                              | |
| PAC MFI-17 Mushshak                                                 |                                 | Pakistán                        | Avión de entrenamiento                                                                                 | 10                              | Aviones fabricados por la empresa pública estatal Pakistan Aeronautical Complex. Esta aeronave es una versión mejorada del avión Saab Safari.                              |
| Scottish Aviation Bulldog                                           |                                 | Reino Unido                     | Avión de entrenamiento                                                                                 | 37                              | |
| Alenia Aermacchi M-346 Master                                       |                                 | Italia                          | Avión de entrenamiento y ataque a tierra                                                               | 24                              | |
| Aermacchi MB-339                                                    |                                 | Italia                          | Avión de entrenamiento y ataque a tierra                                                               | 12                              | |
| Aero L-39 Albatros                                                  |                                 | República Checa                 | Avión de entrenamiento y ataque a tierra                                                               | 17                              | |
| Dassault/Dornier Alpha Jet                                          |                                 | Alemania Francia                | Avión de entrenamiento y ataque a tierra                                                               | 4                               | De 24 unidades recibidas, solo 4 de ellas se encuentran en servicio activo.                                                                                                |
| Embraer EMB 314 Super Tucano                                        |                                 | Brasil                          | Avión de entrenamiento, ataque a tierra y contrainsurgencia                                            | 12                              | Fabricados por Embraer. Fueron entregados en 2021. |
| Aviones de reconocimiento                                           |                                 |                                 | |                                 | |
| Diamond DA62                                                        |                                 | Austria                         | Avión de reconocimiento                                                                                | 2                               | Fabricado por Diamond Aircraft Industries. |
| Cessna Citation                                                     |                                 | Estados Unidos                  | Avión de reconocimiento                                                                                | 2                               | Fabricado por Cessna. |
| Beechcraft Super King Air 360                                       |                                 | Estados Unidos                  | Avión de reconocimiento e inteligencia de señales (SIGINT)                                             | 2                               | Fabricado por Beechcraft. |
| Aeronaves de transporte militar STOL / Aviones de patrulla marítima |                                 |                                 | |                                 | |
| Lockheed Martin C-130 Hercules                                      |                                 | Estados Unidos                  | Avión de transporte militar STOL                                                                       | 5                               | 2 activos |
| Alenia G.222                                                        |                                 | Italia                          | Avión de transporte militar STOL                                                                       | 5                               | Fabricado por Alenia Aeronautica. |
| Dornier Do 228                                                      |                                 | Alemania                        | Avión de transporte militar STOL                                                                       | 6                               | Fabricado por Dornier Flugzeugwerke. |
| CASA C-295                                                          |                                 | España                          | Avión de transporte militar STOL                                                                       | 2                               | |
| ATR 42                                                              |                                 | Francia Italia                  | Avión de patrulla marítima e inteligencia electrónica (ELINT)                                          | 2                               | Fabricado por Avions de Transport Régional (ATR). |
| Aviones de transporte VIP                                           |                                 |                                 | |                                 | |
| Boeing 737                                                          |                                 | Estados Unidos                  | Transporte VIP                                                                                         | 1                               | |
| Grumman Gulfstream II                                               |                                 | Estados Unidos                  | Transporte VIP                                                                                         | 1                               | |
| Gulfstream V                                                        |                                 | Estados Unidos                  | Transporte VIP                                                                                         | 1                               | |
| Gulfstream G550                                                     |                                 | Estados Unidos                  | Transporte VIP                                                                                         | 1                               | |
| Bombardier Challenger 600                                           |                                 | Canadá                          | Transporte VIP                                                                                         | 1                               | Fabricado por la corporación Bombardier Aerospace. |
| British Aerospace BAe 125                                           |                                 | Reino Unido                     | Transporte VIP                                                                                         | 1                               | |
| Dassault Falcon 7X                                                  |                                 | Francia                         | Transporte VIP                                                                                         | 2                               | |
| Dassault Falcon 900                                                 |                                 | Francia                         | Transporte VIP                                                                                         | 1                               | |
| Aviones utilitarios STOL                                            |                                 |                                 | |                                 | |
| Dornier Do 27                                                       |                                 | Alemania                        | Avión utilitario STOL                                                                                  | 20                              | |
| Dornier Do 28                                                       |                                 | Alemania                        | Avión utilitario STOL                                                                                  | 36                              | |
| Helicópteros                                                        |                                 |                                 | |                                 | |
| Leonardo AW139                                                      |                                 | Italia                          | Helicóptero utilitario, helicóptero de búsqueda y rescate                                              | 1                               | |
| AgustaWestland AW101                                                |                                 | Italia                          | Helicóptero militar de transporte y guerra antisubmarina                                               | 4                               | |
| AgustaWestland AW109                                                |                                 | Italia                          | Helicóptero utilitario, helicóptero de búsqueda y rescate                                              | 15                              | 2 unidades compradas. |
| Aérospatiale SA 330 Puma                                            |                                 | Francia                         | Helicóptero utilitario y helicóptero de transporte militar                                             | 5                               | Fabricado por la empresa Aérospatiale. |
| Aérospatiale SA341 Gazelle                                          |                                 | Francia                         | Helicóptero polivalente                                                                                | 3                               | |
| Airbus Helicopters H125                                             |                                 | Francia                         | Helicóptero utilitario                                                                                 | 4                               | Fabricado por la empresa Airbus Helicopters. |
| Airbus Helicopters H135                                             |                                 | Francia Alemania                | Helicóptero utilitario                                                                                 | 3                               | |
| Airbus Helicopters H215                                             |                                 | Francia Alemania                | Helicóptero de transporte militar, búsqueda, rescate y guerra antisubmarina                            | 3                               | |
| MBB Bo 105                                                          |                                 | Alemania                        | Helicóptero utilitario y ambulancia                                                                    | 24                              | Fabricado por la compañía aeronáutica Messerschmitt-Bölkow-Blohm. |
| Bell 412                                                            |                                 | Estados Unidos                  | Helicóptero utilitario                                                                                 | 2                               | Fabricado por Bell Helicopter, se utiliza principalmente en el transporte de las fuerzas especiales de Nigeria.                                                            |
| Schweizer 300                                                       |                                 | Estados Unidos                  | Helicóptero ultraligero                                                                                | 14                              | |
| Mil Mi-17                                                           |                                 | Rusia                           | Helicóptero de transporte militar polivalente                                                          | 3                               | |
| Mil Mi-24                                                           |                                 | Rusia                           | Helicóptero de ataque y helicóptero armado                                                             | 9                               | El Mil Mi-35 (Hind-F) es una variante del helicóptero de ataque artillado Mil Mi-24, fabricado por Russian Helicopters, una empresa de la corporación estatal rusa Rostec. |
| Mil Mi-34                                                           |                                 | Rusia                           | Helicóptero utilitario                                                                                 | 12                              | |
| AgustaWestland AW189                                                |                                 | Italia                          | Helicóptero polivalente                                                                                | 2                               | |
| TAI/AgustaWestland T129 ATAK                                        |                                 | Italia Turquía                  | Helicóptero de ataque                                                                                  | 6                               | Fabricado por Turkish Aerospace Industries y AgustaWestland |
| Bell AH-1Z Viper                                                    |                                 | Estados Unidos                  | Helicóptero de ataque                                                                                  | 12                              | Fabricado por Bell Helicopter, una empresa filial de la corporación Textron.                                                                                               |
| Vehículo aéreo de combate no tripulado                              |                                 |                                 | |                                 | |
| CASC Rainbow                                                        |                                 | China                           | Vehículo aéreo de combate no tripulado                                                                 |                                 | Fabricado por la Corporación de Ciencia y Tecnología Aeroespacial de China                                                                                                 |
| CAIC Wing Loong-2                                                   |                                 | China                           | Vehículo aéreo de combate no tripulado                                                                 |                                 | Fabricado por Chengdu Aircraft Industry Corporation. |
| Bayraktar TB2                                                       |                                 | Turquía                         | Vehículo aéreo de combate no tripulado y Vehículo aéreo no tripulado de gran autonomía y altitud media |                                 | Fabricado por la compañía Baykar para la Fuerza Aérea Turca. |